# 宇気郷村
宇気郷村（うきざとむら）は三重県一志郡にあった村。現在の松阪市の中部、中村川の上流域にあたる。

## 地理
- 山岳：堀坂山、矢頭山、髯山、高須ノ峰
- 河川：中村川、岩倉川、柚原川

## 歴史
- 1889年（明治22年）4月1日 - 町村制の施行により、一志郡小原村・後山村・柚原村・上小川村・与原村・飯福田村の区域をもって宇気郷村が発足。
- 1955年（昭和30年）3月15日 - 大字柚原・飯福田・与原・後山が松阪市に編入、大字小原・上小川が豊田村・豊地村・中川村・中郷村・中原村と新設合併して嬉野町が発足。同日宇気郷村廃止。